# Горіх чорний (Кам'янець-Подільський, вул. Гагаріна та вул. Гунська)
Горі́х чо́рний — ботанічна пам'ятка природи місцевого значення в Україні. Розташована в межах міста Кам'янець-Подільський, на розі вул. Степана Бандери (при буд. № 69) та вул. Гунської. 
Площа 0,04 га. Статус надано згідно з розпорядженням облвиконкому від 11.06.1970 року № 156-р«б». Перебуває у віданні: КП «Кам'янецький парк». 
Статус надано з метою збереження 7 дерев горіха чорного.